# ГЕС Піт 3
ГЕС Піт 3 — гідроелектростанція у штаті Каліфорнія (Сполучені Штати Америки). Знаходячись між ГЕС Піт 1 та ГЕС Малача (30 МВт) з однієї сторони та ГЕС Піт 4 з іншої сторони, входить до складу каскаду на річці Піт, яка перетинає південну частину Каскадних гір та впадає ліворуч до Сакраменто (завершується у затоці Сан-Франциско).
В межах проекту річку перекрили бетонною гравітаційною греблею висотою 40 метрів та довжиною 151 метр. Вона утримує водосховище з площею поверхні 5,2 км2 та об’ємом 51,7 млн м3 (корисний об’єм 17,8 млн м3).
Зі сховища під правобережним масивом прокладено дериваційний тунель довжиною 6,5 км з діаметром 5,8 метра, який переходить у три напірні водоводи довжиною по 0,18 км зі спадаючим діаметром від 3,4 до 2,7 метра. 
Основне обладнання станції становлять три турбіни типу Френсіс потужністю по 23,3 МВт, які використовують перепад висот між верхнім та нижнім б’єфом у 95 метрів та в 2017 році забезпечили виробітку 241 млн кВт-год електроенергії.